# 카파리스목

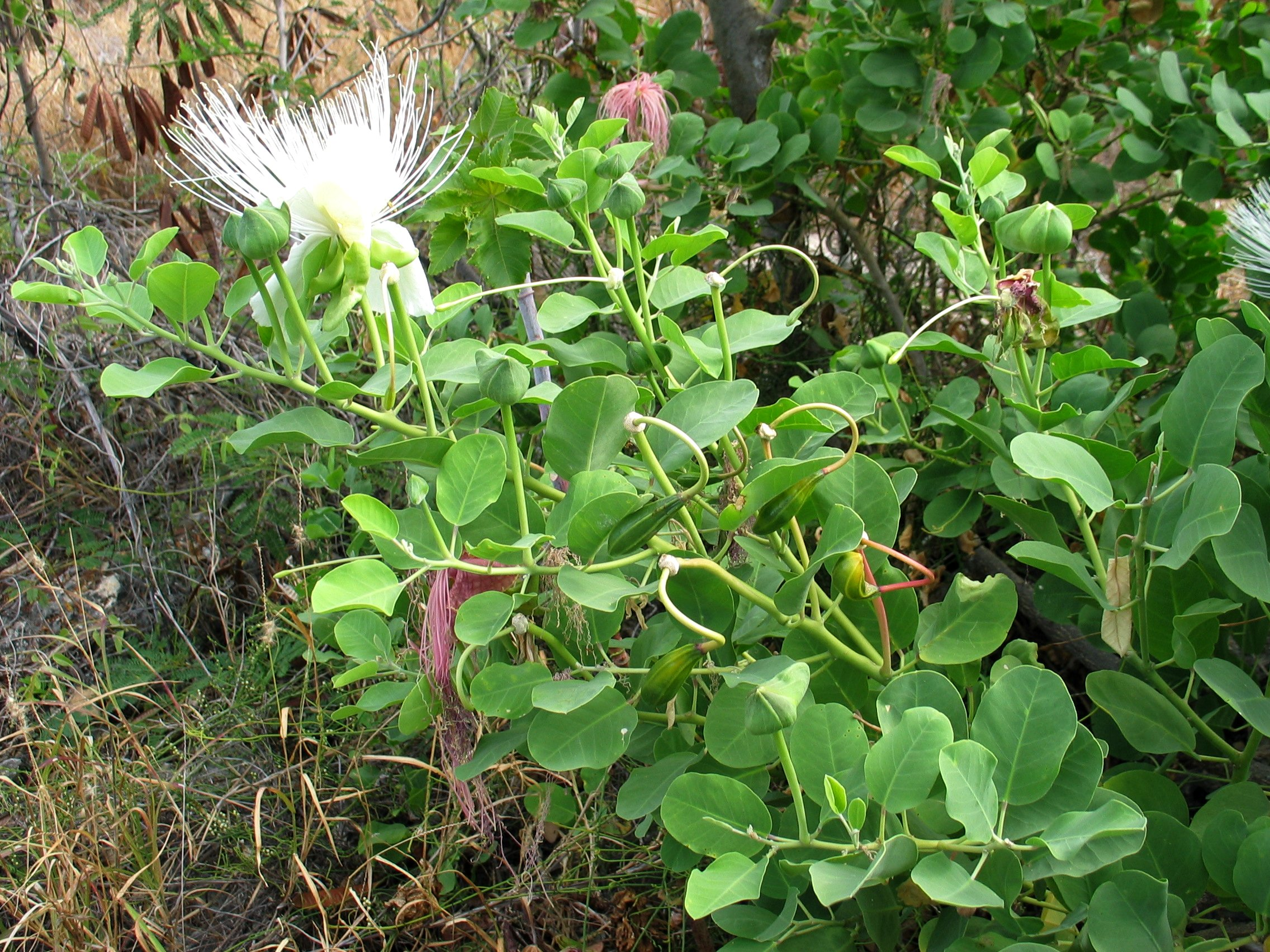
Capparis sandwichiana

카파리스목(Capparales)은 속씨식물 분류군의 하나이다. 크론퀴스트 분류 체계와 쿠비츠키 분류 체계는 카파리스목을 딜레니아아강(Dilleniidae)으로 분류하였으나, APG II(2003년)와 APG III(2009년), APG IV 분류 체계(2016년)는 카파리스목을 인정하지 않고 십자화목에 포함하여 분류하고 있다. 앵글러 분류 체계는 양귀비목에 포함했지만, 현재는 양귀비과와 거리가 먼 것으로 밝혀졌다.
크론퀴스트 분류 체계에서는 카파리스목을 2개의 아목으로 분류했다.
- 카파리스아목 (Capparineae)
  - 배추과 (Brassicaceae)
  - 카파리스과 (Capparaceae)
  - 코이베를리니아과 (Koeberliniaceae)
  - 펜타디플란드라과 (Pentadiplandraceae)
  - 토바리아과 (Tovariaceae)
- 레세다아목 (Resedineae)
  - 레세다과 (Resedaceae)